# Gary Larson
Gary Larson (* 14. August 1950 in Tacoma, Washington) ist ein US-amerikanischer Cartoonist.

## Werdegang
Sein Hauptwerk besteht aus der Reihe The Far Side (dt. Die andere Seite), die 15 Jahre lang von 1979 bis 1994 täglich in zahlreichen Zeitungen und Zeitschriften erschien. In Deutschland wurde der Cartoon in Titanic und im Stern veröffentlicht, in der Schweiz brachte Der Bund bis März 2010 täglich einen Larson-Cartoon.
Anfang 1995 zog sich Larson von der Arbeit an den täglich erscheinenden Far-Side-Cartoons zurück. Danach veröffentlichte er nur noch wenige Arbeiten, so 1998 das Buch Da ist ein Haar in meinem Dreck! Im November 2003 erschien ein von Larson gezeichnetes Cover für den The New Yorker.
Im Juli 2020 veröffentlichte er auf seiner Website zwei neue Far Side-Cartoons, auch werden alte Werke von ihm online gestellt.

## Privates
Larson heiratete 1987 Toni Carmichael, eine Anthropologin. Früh in ihrer Beziehung wurde Carmichael zu seiner Managerin.
Larson spielt Jazz-Gitarre und nahm Unterricht bei den Jazzgitarristen Remo Palmieri und Herb Ellis. Er zeichnete auch das Cover des 1988 erschienenen Albums Doggin' Around von Herb Ellis und Red Mitchell.

## Markenzeichen
Laut eigener Aussage im Band Gary Larsons Zeichenschule basieren die meisten seiner Zeichnungen auf seinem Biologiestudium (Tiere in menschlichen Alltagssituationen) und der für ihn wichtigen Frage: Wenn man zwei Lebewesen in einen Käfig sperrt, wer kommt lebend heraus?
Typisch für Larsons Arbeiten, die zumeist nur aus einem einzigen Bild sowie einer entsprechenden Bildunterschrift bestehen, ist der groteske Inhalt, beispielsweise indem Tiere in Situationen gezeigt werden, in denen sich ansonsten nur Menschen befinden (z. B. die abgestreifte Schlangenhaut vor dem Duschvorhang und die „nackte“ Schlange, die sich dahinter duscht). Auch Wortspiele und Redewendungen sind feste Bestandteile seines Werkes, etwa der Hund, der, einem anderen Hund stolz seine Trophäensammlung zeigend, auf eine Hand deutet und sagt, dies sei die Hand, die ihn gefüttert habe.
Gegenstand seiner Cartoons sind häufig:
- Wissenschaftler, deren – meist pubertäres – Treiben in krassem Widerspruch zum vermeintlichen Anspruch der „hehren Wissenschaft“ steht;
- Tiere (vor allem Kühe und Insekten), die in menschlichen Alltagssituationen abgebildet werden;
- Monster und Außerirdische, die es meist auf einige bedauernswerte Mitmenschen abgesehen haben;
- Mit besonderer Vorliebe setzt Larson auch Schlangen ein, privat hält er eine solche als Haustier;
- Raubtiere, die Menschen vertilgen;
- Frauen, die Katzenaugen-Brillen tragen;
- der stereotype dicke, amerikanische Rotzlöffel mit Sommersprossen und Baseballcap.

Typisch ist auch das Zusammenspiel von einzelnem Bild und teilweise zur literarischen Miniatur ausuferndem Untertitel (Vergleichbares findet sich auch im Werk von Bernd Pfarr und Eugen Egner).

## Trivia
- Der von Gary Larson 1982 in einem seiner Cartoons erfundene Begriff „Thagomizer“ für die Schwanzstacheln eines Stegosaurus wurde inzwischen in der Wissenschaft, insbesondere der Paläontologie inoffiziell angenommen[8]
- 1985 wurde eine neu entdeckte Laus-Art nach Gary Larson benannt: die Strigiphilus garylarsoni.

## Werke
Zahlreiche der Cartoons von Gary Larson sind auf Englisch wie auch auf Deutsch in Form von Sammelbänden erschienen.
Als Taschenbuch erhältlich:
- Unter Büffeln, ISBN 3-442-06938-6.
- Unter Bären, ISBN 3-442-06939-4.
- Unter Schlangen, ISBN 3-442-06940-8.
- Dumme Vögel, ISBN 3-442-06945-9.
- Ruf des Urwalds, ISBN 3-442-06948-3.
- Ich und Du,  ISBN 3-442-06950-5.
- Zuerst die Hose …,  ISBN 3-442-07907-1.
- Auf Safari,  ISBN 3-442-07913-6.
- Geschäftsessen,  ISBN 3-442-07921-7.
- Die Nacht der Crash-Test-Puppen, ISBN 3-442-07922-5.
- Wenn Piranhas auswärts essen, ISBN 3-442-07923-3.
- Wenn Geier träumen, ISBN 3-442-07924-1.
- Nachtgewächse, ISBN 3-442-07929-2.
- Höllenhunde in der Hundehölle, ISBN 3-442-07932-2.
- Katzenwäsche, ISBN 3-442-07934-9.
- Tut mir leid, Sie haben Kühe. Gary Larsons gesammelte Rinder, ISBN 3-442-07947-0.
- Mama. Theron hat schon wieder sein Bett trocken gemacht, ISBN 3-442-07955-1.
- The Complete Far Side (Englisch) Gebundene Ausgabe, ISBN 978-0-7407-2113-7.

Gebunden liegen vor:
- Die andere Seite. Das Beste von Gary Larson, ISBN 3-442-30402-4.
- Gary Larsons Zeichenschule, ISBN 3-442-30416-4.
- Mit dem Hunde gemalt, ISBN 3-442-30431-8.
- Die Entwicklung der Unarten, ISBN 3-442-30463-6.
- Alle Kühe dieser Erde, ISBN 3-442-30489-X.
- Aufstand der Hühner, ISBN 3-442-30635-3.
- Die Frühgeschichte der Anderen Seite, ISBN 3-442-30648-5.
- Die andere Seite, ISBN 3-442-30690-6.
- Der Fluch der Madame ‚Q‘, ISBN 3-442-30952-2.
- Der Hund der anderen Seite, ISBN 3-442-30953-0.
- Da ist ein Haar in meinem Dreck!, ISBN 3-572-01465-4.

- In den USA erschienen sechs Sammelbände unter den Titeln The Far Side Gallery, erste Anthologie bei Warner Books 1997, ISBN 0-7515-0236-7

Als Import-VHS erhältlich:
- Gary Larson's Tales From The Far Side I & II, Geschrieben und animiert von Marv Newland und Gary Larson, Musik von Bill Frisell